# Thiago Moisés
Thiago Henrique Moisés (Indaiatuba, São Paulo, Brasil, 23 de marzo de 1995) es un artista marcial mixto brasileño que compite en la división de peso ligero de Ultimate Fighting Championship.

## Primeros años
Hijo de un artista marcial mixto profesional, comenzó a entrenar jiu-jitsu brasileño a los ocho años.

## Carrera en las artes marciales mixtas

### Campeón de Peso Ligero de RFA
Hizo su debut profesional en las MMA el 19 de mayo de 2012. Llegó a acumular un récord de 5-1, antes de firmar con Resurrection Fighting Alliance.
Hizo su debut en RFA contra Javon Wright en la RFA 28 el 7 de agosto de 2015. Ganó el combate por sumisión en el segundo asalto.
En su segundo combate con la promoción estaba programado para enfrentarse a Zach Juusola por el vacante Campeonato de Peso Ligero de RFA el 19 de febrero de 2016 en RFA 35. Juusola más tarde se retiró de la pelea debido a una lesión, y fue reemplazado por David Castillo que se trasladó del combate co-evento principal con David Putvin. Ganó el combate por sumisión en el segundo asalto.
Tuvo su primer defensa del título contra Jamall Emmers el 3 de junio de 2016 en RFA 3. Ganó el combate por KO en el quinto asalto.
Tuvo su segunda defensa del título contra Zach Freeman el 30 de septiembre de 2016 en RFA 44. Ganó el combate por decisión unánime.

### Legacy Fighting Alliance
RFA y LFC se fusionaron a principios de 2017 para formar Legacy Fighting Alliance. En consecuencia, se le dio la oportunidad de luchar por el inaugural Campeonato de Peso Ligero de LFA contra Robert Watley el 21 de julio de 2017 en LFA 17. Perdió el combate por decisión unánime.
Se enfrentó a Jeff Peterson el 1 de junio de 2018 en LFA 41. Ganó el combate por sumisión en el segundo asalto.

### Dana White Contender Series
Hizo su debut en el Tuesday Night Contender Series el 11 de agosto de 2018 en el Dana White's Contender Series Brazil 3. Se enfrentó a Gleidson Moraes y ganó la el combate por KO. La victoria le valió un puesto en la UFC.

### Ultimate Fighting Championship

#### 2018
Moisés debutó en UFC contra Beneil Dariush el 10 de noviembre de 2018, en UFC Fight Night 139. Perdió la pelea por decisión unánime.

#### 2019
Moisés enfrentó a Kurt Holobaugh el 11 de mayo de 2019 en UFC 237. Ganó la pelea por decisión unánime.
Moisés enfrentó a Damir Ismagulov el 31 de agosto de 2019 en UFC Fight Night 157. Perdió la pelea por decisión unánime.

#### 2020
Moisés enfrentó a Michael Johnson el 13 de mayo de 2020 en UFC Fight Night 171. Ganó la pelea por sumisión en el segundo asalto.
Se esperaba que Moisés enfrentara a Jalin Turner el 5 de septiembre de 2020 en UFC Fight Night 176. Sin embargo, el 5 de septiembre de 2020, dio positivo por COVID-19 y el combate contra Turner fue cancelado.
Moisés enfrentó a Bobby Green el 31 de octubre de 2020 en UFC Fight Night 181. Ganó la pelea por decisión unánime.

#### 2021
Moisés enfrentó a Alexander Hernandez el 27 de febrero de 2021 en UFC Fight Night 186. Ganó la pelea por decisión unánime.
Moisés enfrentó a Islam Makhachev el 17 de julio de 2021 en UFC on ESPN 26. Perdió la pelea por sumisión en el cuarto asalto.
Moisés enfrentó a Joel Álvarez el 13 de noviembre de 2021 en UFC Fight Night 197. En el pesaje, Álvarez pesó 157.5 libras, una libra y media por encima del límite de peso ligero. La pelea continuó en un peso pactado y Álvarez fue multado con el 30% de su bolsa, que fue hacía Moisés. Perdió la pelea por TKO en el primer asalto.

#### 2022
Moisés enfrentó a Christos Giagos el 25 de junio de 2022 en UFC on ESPN 38. Ganó la pelea por sumisión en el primer asalto. Esta victoria le valió el premio a la Actuación de la Noche.

#### 2023
Se esperaba que Moisés enfrentara a Guram Kutateladze el 21 de enero de 2023, en UFC 283. Sin embargo, Kutateladze se retiró de la pelea a principios de enero por razones no reveladas. Fue reemplazado por Melquizael Costa. Ganó la pelea por sumisión en el segundo asalto.
Moisés enfrentó a Benoît Saint-Denis el 2 de septiembre de 2023, en UFC Fight Night 226. Perdió la pelea por TKO en el segundoa asalto. Esta pelea lo hizo merecedor de su primer premio de Pelea de la Noche.

#### 2024
Moisés estaba programado para enfrentar a Brad Riddell el 16 de marzo de 2024, en UFC Fight Night 239. El 14 de febrero de 2024, se anunció que Riddell se había retirado de la pelea, y fue reemplazado por el debutante Mitch Ramirez. Moisés ganó la pelea por TKO en el tercer asalto.
Moisés enfrentó a Ľudovít Klein el 8 de junio de 2024 en UFC por ESPN 57. Perdió la pelea por decisión unánime.

## Vida personal
Moisés está casado.

## Campeonatos y logros

### Artes marciales mixtas
- Ultimate Fighting Championship
  - Actuación de la Noche (Una vez) vs. Christos Giagos[40]
  - Pelea de la Noche (Una vez) vs. Benoît Saint-Denis

## Récord en artes marciales mixtas
| Registro profesional | Registro profesional | Registro profesional |
| 26 peleas            | 18 victorias         | 8 derrotas           |
| -------------------- | -------------------- | -------------------- |
| Nocaut               | 4                    | 2                    |
| Sumisión             | 8                    | 1                    |
| Decisión             | 6                    | 5                    |

| Resultado | Récord | Oponente                      | Método                      | Evento                                       | Fecha                    | Ronda | Tiempo | Localización                  | Notas                                                                 |
| --------- | ------ | ----------------------------- | --------------------------- | -------------------------------------------- | ------------------------ | ----- | ------ | ----------------------------- | --------------------------------------------------------------------- |
| Derrota   | 18–8   | Ľudovít Klein                 | Decisión (unánime)          | UFC on ESPN: Cannonier vs. Imavov            | 8 de junio de 2024       | 3     | 5:00   | Louisville, Kentucky          |                                                                       |
| Victoria  | 18–7   | Mitch Ramirez                 | TKO (patadas a la pierna)   | UFC Fight Night: Tuivasa vs. Tybura          | 16 de marzo de 2024      | 3     | 3:15   | Las Vegas, Nevada             |                                                                       |
| Derrota   | 17–7   | Benoît Saint Denis            | TKO (golpes)                | UFC Fight Night: Gane vs. Spivak             | 2 de septiembre de 2023  | 2     | 4:44   | París                         | Pelea de la Noche.                                                    |
| Victoria  | 17–7   | Melquizael Costa              | Sumisión (neck crank)       | UFC 283                                      | 21 de enero de 2023      | 2     | 4:05   | Las Vegas, Nevada             |                                                                       |
| Victoria  | 16–6   | Christos Giagos               | Sumisión (rear-naked choke) | UFC on ESPN: Tsarukyan vs. Gamrot            | 25 de junio de 2022      | 1     | 3:05   | Las Vegas, Nevada             | Actuación de la Noche.                                                |
| Derrota   | 15–6   | Joel Álvarez                  | TKO (codazos y golpes)      | UFC Fight Night: Holloway vs. Rodríguez      | 13 de noviembre de 2021  | 1     | 3:01   | Las Vegas, Nevada             | Pelea en peso pactado (157.5 lbs); Álvarez no dio el peso.            |
| Derrota   | 15–5   | Islam Makhachev               | Sumisión (rear-naked choke) | UFC on ESPN: Makhachev vs. Moisés            | 17 de julio de 2021      | 4     | 2:38   | Las Vegas, Nevada             |                                                                       |
| Victoria  | 15–4   | Alexander Hernandez           | Decisión (unánime)          | UFC Fight Night: Rozenstruik vs. Gane        | 27 de febrero de 2021    | 3     | 5:00   | Las Vegas, Nevada             |                                                                       |
| Victoria  | 14–4   | Bobby Green                   | Decisión (unánime)          | UFC Fight Night: Hall vs. Silva              | 31 de octubre de 2020    | 3     | 5:00   | Las Vegas, Nevada             |                                                                       |
| Victoria  | 13–4   | Michael Johnson               | Sumisión (achilles lock)    | UFC Fight Night: Smith vs. Teixeira          | 13 de mayo de 2020       | 2     | 0:25   | Jacksonville, Florida         |                                                                       |
| Derrota   | 12–4   | Damir Ismagulov               | Decisión (unánime)          | UFC Fight Night: Andrade vs. Zhang           | 31 de agosto de 2019     | 3     | 5:00   | Shenzhen                      |                                                                       |
| Victoria  | 12–3   | Kurt Holobaugh                | Decisión (unánime)          | UFC 237                                      | 10 de mayo de 2019       | 3     | 5:00   | Río de Janeiro                |                                                                       |
| Derrota   | 11–3   | Beneil Dariush                | Decisión (unánime)          | UFC Fight Night: Korean Zombie vs. Rodríguez | 10 de noviembre de 2018  | 3     | 5:00   | Denver, Colorado              |                                                                       |
| Victoria  | 11–2   | Gleidson Cutis                | KO (patada a la cabeza)     | Dana White's Contender Series Brazil 3       | 11 de agosto de 2018     | 1     | 4:21   | Las Vegas, Nevada             | Pelea en pactado (160 lbs); Cutis no dio el peso.                     |
| Victoria  | 10–2   | Jeff Peterson                 | Sumisión (guillotine choke) | LFA 41                                       | 1 de junio de 2018       | 2     | 4:31   | Prior Lake, Minnesota         |                                                                       |
| Derrota   | 9–2    | Robert Watley                 | Decisión (unánime)          | LFA 17                                       | 21 de julio de 2017      | 5     | 5:00   | Charlotte, Carolina del Norte | Por el Campeonato vacante de Peso Ligero de la LFA.                   |
| Victoria  | 9–1    | Zach Freeman                  | Decisión (unánime)          | RFA 44                                       | 30 de septiembre de 2016 | 5     | 5:00   | St. Charles, Misuri           | Defendió el Campeonato de Peso Ligero de la RFA.                      |
| Victoria  | 8–1    | Jamall Emmers                 | TKO (golpes)                | RFA 38                                       | 3 de junio de 2016       | 5     | 2:52   | Costa Mesa, California        | Defendió el Campeonato de Peso Ligero de la RFA.                      |
| Victoria  | 7–1    | David Castillo                | Sumisión (armbar)           | RFA 35                                       | 19 de febrero de 2016    | 2     | 3:19   | Orem, Utah                    | Ganó el Campeonato Vacante de Peso Ligero de la RFA.                  |
| Victoria  | 6–1    | Javon Wright                  | Sumisión (rear-naked choke) | RFA 28                                       | 7 de agosto de 2015      | 2     | 2:10   | San Luis, Misuri              |                                                                       |
| Derrota   | 5–1    | Jason Knight                  | Decisión (unánime)          | Atlas Fights: Cage Rage 25                   | 30 de mayo de 2015       | 3     | 5:00   | Biloxi, Misisipi              | Por el Campeonato de Peso Pluma de Atlas Fights. Debut en peso pluma. |
| Victoria  | 5–0    | Francivaldo Trinaldo          | Sumisión (triangle armbar)  | Fighten Decagon MMA                          | 11 de mayo de 2014       | 3     | 1:58   | Londrina                      |                                                                       |
| Victoria  | 4–0    | Leonardo de Oliveira Guarizzo | Decisión (unánime)          | Talent MMA Circuit 2                         | 20 de julio de 2013      | 3     | 5:00   | Indiatuba                     |                                                                       |
| Victoria  | 3–0    | José Conceição                | Decisión (unánime)          | Real Fight 9                                 | 28 de julio de 2013      | 3     | 5:00   | São José dos Campos           | Pelea en peso ligero.                                                 |
| Victoria  | 2–0    | Dennis Bentes                 | KO (patada a la cabeza)     | Eco Combat 2                                 | 22 de septiembre de 2012 | 1     | 0:23   | Indiatuba                     |                                                                       |
| Victoria  | 1–0    | Wellingon Dias                | Sumisión (armbar)           | CT Fight                                     | 19 de mayo de 2012       | 1     | 2:50   | Indiatuba                     |                                                                       |